# Catocala californica
Catocala californica là một loài bướm đêm thuộc họ Erebidae. Nó được tìm thấy ở British Columbia và Alberta phía nam qua Washington và Oregon tới California.
Sải cánh dài khoảng 65 mm. Con trưởng thành bay từ tháng 6 đến tháng 8 tùy theo địa điểm.
Ấu trùng ăn các loài Juglans nigra và Salix.

## Phụ loài
Former subspecies Catocala californica edwardsi và Catocala californica elizabeth are now considered synonyms.